# Distrito de Gaziosmanpaşa

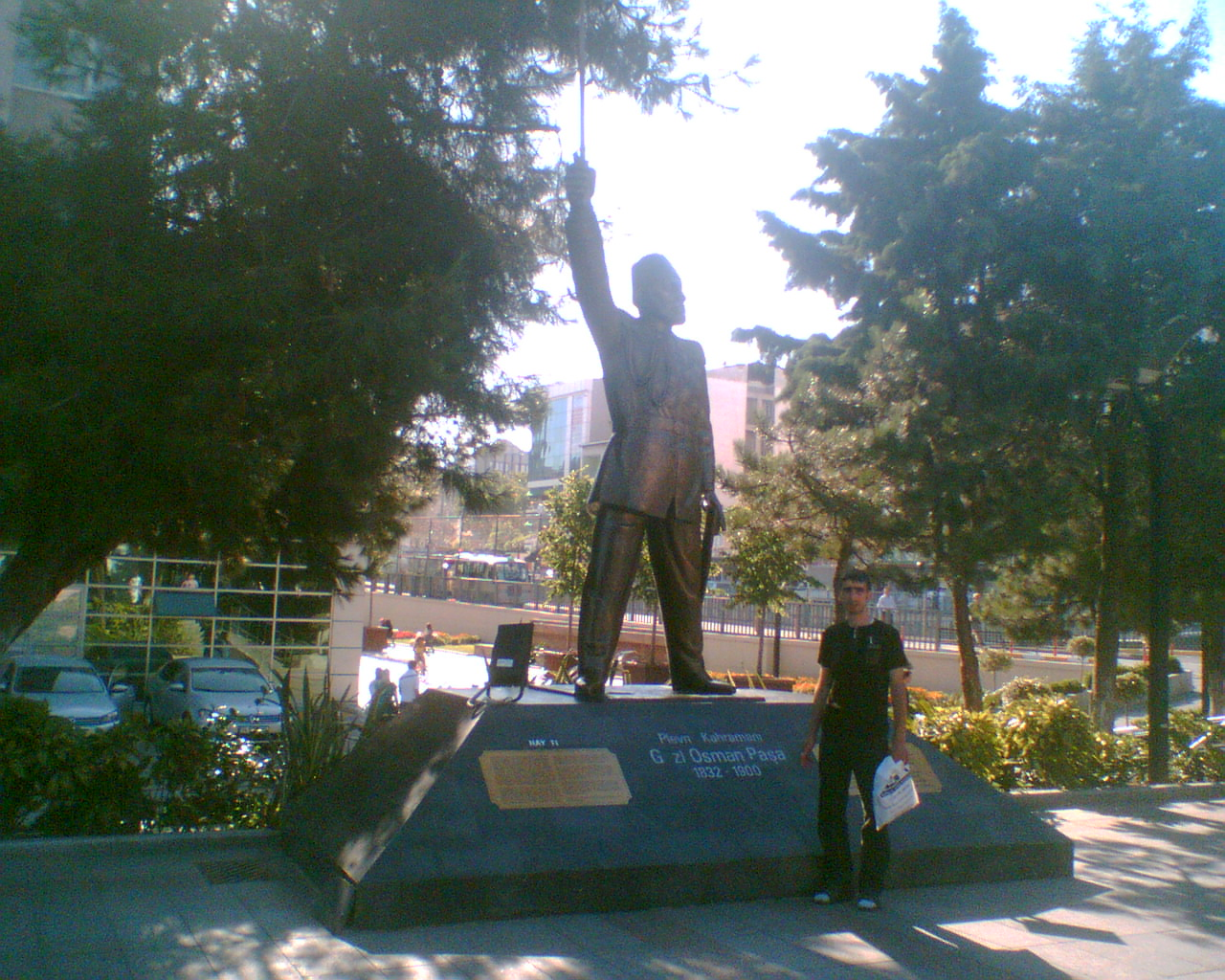
Statue of Osman Pasha in Gaziosmanpaşa district

Gaziosmanpaşa (antiguamente, Taşlıtarla) es un gran distrito de la provincia de Estambul, Turquía, situado en la parte europea del distrito. Cuenta con una población de 460.675 habitantes (2008).

## Historia
Hasta los años 1950, Gaziosmanpaşa fue una zona de pastos deshabitada. Sin embargo, en esa década, numerosos migrantes de los Balcanes se instalaron en el distrito. Gran parte de las edificaciones eran ilegales. Los asentamientos crecieron rápidamente durante los años 1970 y 1980 debido a la migración desde el este de Anatolia. La población sigue creciendo, tratándose de gente joven (la mitad de la población tiene menos de 20 años).

## Gaziosmanpaşa en la actualidad
El centro de Gaziosmanpaşa está habitado por los descendientes de los migrantes de los años 1950 y 1960. La mayor parte de las edificaciones originales se han sustituido por bloques de pisos.
En otras zonas, con comunidades lejos de la ciudad, están dominadas por migrantes de Anatolia. Estas zonas son un auténtico crisol étnico, religioso y político. En particular, una zona de Gaziosmanpaşa cuenta con una población que en su mayoría proviene de migrantes de la Tunceli, una provincia con una población de mayoría kurda y aleví.
En los últimos años se han construido numerosas instalaciones deportivas, teatros y centros comerciales, además de mejorar los medios de transporte. La población sigue creciendo, y con ella el ayuntamiento está levantando colegios y demás infraestructuras necesarias para dar servicio a este aumento.
El distrito tiene un alto nivel de desempleo, a pesar de que la industria se encuentra en crecimiento. Los principales empleadores son pequeños talleres de material eléctrico, ropa, piezas metálicas y garajes de reparaciones. 
El nombre del distrito proviene del general otomano Osman Nuri Paşa (también conocido como Gazi Osman Paşa), que tuvo un papel activo en los Balcanes.